# ريتشارد ألان فوكس
ريتشارد ألان فوكس (بالإنجليزية: Richard Alan Fox)‏ هو طبيب أسترالي، ولد في 1943.